# نی‌احمدبیگ
نی‌احمدبیگ روستایی است که در استان اردبیل، شهرستان کوثر، بخش مرکزی، دهستان سنجبد غربی قرار دارد.

## جمعیت
بر اساس سرشماری سال ۱۳۸۵ جمعیت این روستا ۲۸۳ نفر با ۵۵ خانوار بوده‌است.